# Kadzsino Tomojuki
Kadzsino Tomojuki (Aicsi, 1960. július 11. –) japán válogatott labdarúgó.

## Nemzeti válogatott
A japán válogatottban 9 mérkőzést játszott, melyeken 1 gólt szerzett.

## Statisztika
| Japán válogatott | Japán válogatott | Japán válogatott |
| Időszak          | Mérk.            | gól              |
| ---------------- | ---------------- | ---------------- |
| 1988             | 1                | 0                |
| 1989             | 8                | 1                |
| Összesen         | 9                | 1                |